# Мартін Ульссон
Ма́ртін У́льссон (швед. Martin Olsson, нар. 17 травня 1988, Євле) — шведський футболіст, лівий захисник «Мальме» та національної збірної Швеції.

## Клубна кар'єра
Вихованець юнацької команди шведського клубу «Гегаборгс». У січні 2006 року 17-річний захисник погодився на пропозицію продовжити займатися футболом в академії англійського клубу «Блекберн Роверз».
Наприкінці 2007 року молодий гравець дебютував у складі головної команди «Блекберн Роверз» в іграх англійської Прем'єр-ліги. З того часу провів за команду 117 матчів англійської першості.
Влітку 2013 року перейшов у «Норвіч Сіті», де провів наступні три з половиною роки.
17 сычня 2017 року став гравцем «Свонсі Сіті», підписавши контракт на 2,5 роки.
Відігравши контракт із «Свонсі», деякий час був без клубу. 2020 року грав на батьківщині за «Гельсінгборг», а наступного року став гравцем «Геккена».

## Виступи за збірні
2006 року дебютував у складі юнацької збірної Швеції, взяв участь у 13 іграх на юнацькому рівні, відзначившись одним забитим голом.
Протягом 2007—2009 років залучався до складу молодіжної збірної Швеції. На молодіжному рівні зіграв у 23 офіційних матчах, також забив один гол. Виступав на домашньому молодіжному чемпіонаті Європи 2009 року.
2010 року дебютував в офіційних матчах у складі національної збірної Швеції. Наразі провів у формі головної команди країни 48 матчів, забивши 5 голів.
Учасник чемпіонатів Європи 2012 і 2016 років. На обох чемпіонатах взяв участь у всіх матчах шведської збірної, яка обидва рази покидала турнір після групового етапу. У травні 2018 року був заявлений у складі збірної до фінальної частини ЧС-2018. ЦЬого разу скандинави груповий етап подолали, а Ульссон взяв участь у двох іграх плей-оф — 1/8 фіналу і чвертьфіналі.
У травні 2021 року був включений до заявки на Євро-2020, утім ще до початку турніру травмувався і був замінений у заявці на П'єра Бенгтссона.

## Особисте життя
Має брата близнюка Маркуса, який також грав за «Блекберн». Їх батько — швед, мати уродженка Кенії. Його сестра Джесіка одружена з відомим німецьким баскетболістом Дірком Новіцкі.
| Дата       | Місто           | Господарі         | Результат | Гості                | Турнір                               | Голи | Примітки |
| ---------- | --------------- | ----------------- | --------- | -------------------- | ------------------------------------ | ---- | -------- |
| 29-5-2010  | Стокгольм       | Швеція            | 4 – 2     | Боснія і Герцеговина | товариський матч                     | 2    | 66'      |
| 8-2-2011   | Строволос       | Кіпр              | 0 – 2     | Швеція               | товариський матч                     | -    | 66'      |
| 29-3-2011  | Стокгольм       | Швеція            | 2 – 1     | Молдова              | Відбір до ЧЄ 2012                    | -    | 79'      |
| 6-9-2011   | Серравалле      | Сан-Марино        | 0 – 5     | Швеція               | Відбір до ЧЄ 2012                    | 1    |          |
| 7-10-2011  | Гельсінкі       | Фінляндія         | 1 – 2     | Швеція               | Відбір до ЧЄ 2012                    | 1    |          |
| 11-10-2011 | Стокгольм       | Швеція            | 3 – 2     | Нідерланди           | Відбір до ЧЄ 2012                    | -    |          |
| 15-11-2011 | Лондон          | Англія            | 1 – 0     | Швеція               | товариський матч                     | -    |          |
| 29-2-2012  | Загреб          | Хорватія          | 1 – 3     | Швеція               | товариський матч                     | -    |          |
| 5-6-2012   | Стокгольм       | Швеція            | 2 – 1     | Сербія               | товариський матч                     | -    |          |
| 11-6-2012  | Київ            | Україна           | 2 – 1     | Швеція               | ЧЄ 2012 - 1-й етап                   | -    |          |
| 15-6-2012  | Київ            | Швеція            | 2 – 3     | Англія               | ЧЄ 2012 - 1-й етап                   | -    | 72'      |
| 19-6-2012  | Київ            | Швеція            | 2 – 0     | Франція              | ЧЄ 2012 - 1-й етап                   | -    |          |
| 12-10-2012 | Торсгавн        | Фарерські острови | 1 – 2     | Швеція               | Відбір до ЧС 2014                    | -    |          |
| 14-11-2012 | Стокгольм       | Швеція            | 4 – 2     | Англія               | товариський матч                     | -    |          |
| 6-2-2013   | Стокгольм       | Швеція            | 2 – 3     | Аргентина            | товариський матч                     | -    |          |
| 14-8-2013  | Стокгольм       | Швеція            | 4 – 2     | Норвегія             | товариський матч                     | -    | 46'      |
| 6-9-2013   | Дублін          | Ірландія          | 2 – 0     | Швеція               | Відбір до ЧС 2014                    | -    |          |
| 10-9-2013  | Нур-Султан      | Казахстан         | 0 – 1     | Швеція               | Відбір до ЧС 2014                    | -    |          |
| 11-10-2013 | Стокгольм       | Швеція            | 2 – 1     | Австрія              | Відбір до ЧС 2014                    | 1    |          |
| 15-10-2013 | Стокгольм       | Швеція            | 3 – 5     | Німеччина            | Відбір до ЧС 2014                    | -    | 29'      |
| 15-11-2013 | Лісабон         | Португалія        | 1 – 0     | Швеція               | Відбір до ЧС 2014                    | -    |          |
| 19-11-2013 | Стокгольм       | Швеція            | 2 – 3     | Португалія           | Відбір до ЧС 2014                    | -    |          |
| 4-9-2014   | Стокгольм       | Швеція            | 2 – 0     | Естонія              | товариський матч                     | -    | 77'      |
| 8-9-2014   | Відень          | Австрія           | 1 – 1     | Швеція               | Відбір до ЧЄ 2016                    | -    |          |
| 9-10-2014  | Стокгольм       | Швеція            | 1 – 1     | Росія                | Відбір до ЧЄ 2016                    | -    |          |
| 14-10-2014 | Стокгольм       | Швеція            | 2 – 0     | Ліхтенштейн          | Відбір до ЧЄ 2016                    | -    |          |
| 27-3-2015  | Кишинів         | Молдова           | 0 – 2     | Швеція               | Відбір до ЧЄ 2016                    | -    |          |
| 5-9-2015   | Москва          | Росія             | 1 – 0     | Швеція               | Відбір до ЧЄ 2016                    | -    |          |
| 8-9-2015   | Стокгольм       | Швеція            | 1 – 4     | Австрія              | Відбір до ЧЄ 2016                    | -    | 82'      |
| 9-10-2015  | Вадуц           | Ліхтенштейн       | 0 – 2     | Швеція               | Відбір до ЧЄ 2016                    | -    |          |
| 12-10-2015 | Стокгольм       | Швеція            | 2 – 0     | Молдова              | Відбір до ЧЄ 2016                    | -    |          |
| 14-11-2015 | Стокгольм       | Швеція            | 2 – 1     | Данія                | Відбір до ЧЄ 2016                    | -    |          |
| 17-11-2015 | Копенгаген      | Данія             | 2 – 2     | Швеція               | Відбір до ЧЄ 2016                    | -    | 86'      |
| 29-3-2016  | Стокгольм       | Швеція            | 1 – 1     | Чехія                | товариський матч                     | -    |          |
| 5-6-2016   | Стокгольм       | Швеція            | 3 – 0     | Уельс                | товариський матч                     | -    | 46'      |
| 13-6-2016  | Сен-Дені        | Ірландія          | 1 – 1     | Швеція               | ЧЄ 2016 - 1-й етап                   | -    |          |
| 17-6-2016  | Тулуза          | Італія            | 1 – 0     | Швеція               | ЧЄ 2016 - 1-й етап                   | -    | 90+3'    |
| 22-6-2016  | Ніцца           | Швеція            | 0 – 1     | Бельгія              | ЧЄ 2016 - 1-й етап                   | -    |          |
| 7-10-2016  | Люксембург      | Люксембург        | 0 – 1     | Швеція               | Відбір до ЧС 2018                    | -    |          |
| 10-10-2016 | Стокгольм       | Швеція            | 3 – 0     | Болгарія             | Відбір до ЧС 2018                    | -    | 63'      |
| 10-10-2017 | Амстердам       | Нідерланди        | 2 – 0     | Швеція               | Відбір до ЧС 2018                    | -    | 82'      |
| 24-3-2018  | Стокгольм       | Швеція            | 1 – 2     | Чилі                 | товариський матч                     | -    |          |
| 2-6-2018   | Стокгольм       | Швеція            | 0 – 0     | Данія                | товариський матч                     | -    |          |
| 3-7-2018   | Санкт-Петербург | Швеція            | 1 – 0     | Швейцарія            | ЧС 2018 - 1/8 фіналу                 | -    | 82'      |
| 7-7-2018   | Самара          | Швеція            | 0 – 2     | Англія               | ЧС 2018 - чвертьфінал                | -    | 65'      |
| 16-10-2018 | Стокгольм       | Швеція            | 1 – 1     | Словаччина           | товариський матч                     | -    |          |
| 17-11-2018 | Ескішехір       | Туреччина         | 0 – 1     | Швеція               | Ліга націй УЄФА 2018-2019 - 1-й етап | -    |          |
| 20-11-2018 | Стокгольм       | Швеція            | 2 – 0     | Росія                | Ліга націй УЄФА 2018-2019 - 1-й етап | -    | 71'      |
| 8-9-2020   | Стокгольм       | Швеція            | 0 – 2     | Португалія           | Ліга націй УЄФА 2020-2021 - 1-й етап | -    |          |
| 8-10-2020  | Москва          | Росія             | 1 – 2     | Швеція               | товариський матч                     | -    | 72'      |
| 11-11-2020 | Бреннбю         | Данія             | 2 – 0     | Швеція               | товариський матч                     | -    |          |
| 5-9-2021   | Стокгольм       | Швеція            | 2 – 1     | Узбекистан           | товариський матч                     | -    | 52'      |
| Усього     |                 | Матчів            | 52        |                      | Голів                                | 5    |          |

## Титули і досягнення
- Чемпіон Швеції (2):

«Мальме»: 2021, 2023
- Володар Кубка Швеції (2):

«Мальме»: 2021-22, 2023-24